# Carmina convivalia
Les Carmina convivalia sont des chants latins de l'époque pré-littéraire, qui, comme leur nom l'indique, étaient chantés à l'occasion de banquets. Il n'en reste vraisemblablement rien, même si certains rattachent à cette tradition les fragments conservés d'un Carmen Priami et d'un Carmen Nelei.

## Caractéristiques
Les Carmina convivalia étaient récités ou chantés dans les banquets par les convives, qui intervenaient à tour de rôle, ou par des adolescents (pueri) de rang gentilice appelés pour l'occasion.
L'existence des Carmina convivalia est connue uniquement à travers le témoignage d'écrits d'auteurs latins d'époque classique comme Cicéron, citant Caton, et Varron.
On cite parfois comme traces des carmina convivalia des fragments de deux œuvres dont nous ne savons pas grand-chose : le Carmen Nelei et le Carmen Priami. Gian Biagio Conte rejette fermement ce rapprochement : le Carmen Nelei est composé en vers iambiques, ce qui exclut un caractère épique qui était celui des carmina convivalia selon le témoignage de Caton ; quant au Carmen Priami, il n'est pas du tout certain qu'il date de l'époque archaïque.

## Histoire
Les carmina convivalia étaient récités ou chantés avec l'accompagnement de flûtes (tibiae) pendant les banquets donnés dans les habitations des plus importantes gentes romaines. 
C'est à partir de ces carmina qu'auraient pris corps les épopées et les légendes de la Rome antique, car ils étaient l'expression d'une antique culture gentilice : ils avaient comme but la glorification des faits et gestes des aïeux illustres de la famille et racontaient les mythes de la fondation de Rome et les plus fameux exploits guerriers.

## Témoignages
Les auteurs latins ont laissé des témoignages sur ces carmina dans leurs œuvres :
- Cicéron, Tusculanae disputationes :

« Aux origines, Caton, très éminent écrivain, nous dit qu'aux banquets de nos aïeux il y avait un usage : ceux qui étaient assis devaient chanter, chacun à leur tour, accompagnés par la flûte, les nobles entreprises et les vertus des grands hommes. Ceci est la preuve évidente que la musique et la poésie existaient déjà à cette époque. »

— Cicéron, Tusculanae disputationes, IV, 2, 3 ; traduction française à partir de celle de A. Di Virginio, Mondadori, Milan 1962.
- Varron, De vita populi Romani :

« Pendant les banquets, des enfants d'honorables lignées chantaient des chants antiques en l'honneur de nos aïeux, soit simplement a capella, soit avec l'accompagnement de la flûte. »

— Varron, De vita populi Romani, 77, 2.
De l’Histoire romaine de Denys d'Halicarnasse et d'une ode d'Horace, il résulte que des chants célébrant les héros fondateurs ont probablement continué à être récités même à l'époque classique, à la suite de la politique de restauration culturelle mise en place par l'empereur Auguste. Toutefois, ces passages ne font pas de référence explicite aux carmina convivalia.
- Horace lui-même nous fournit une description poétique des carmina :

« Et nous, pendant les jours d'agréable travail et les jours de fête,
parmi les dons de liberté joyeuse
avec nos enfants et nos épouses
après avoir prié rituellement les dieux
selon l'usage de nos aïeux
au son des flûtes harmonieuses
nous chanterons les condottieres 
qui vécurent valeureusement
et Troie, Anchise
et la lignée de la divine Vénus »

— Horace, Carmina, IV, 15, 25-32 ; traduction française depuis G. Pontiggia.

## Sources
- (it) Cet article est partiellement ou en totalité issu de l’article de Wikipédia en italien intitulé « Carmina convivalia » (voir la liste des auteurs).